# Station Tilehurst
Tilehurst is een spoorwegstation van National Rail in Tilehurst, Reading in Engeland. Het station is eigendom van Network Rail en wordt beheerd door Great Western Railway. Het station is geopend in 1882.